# Malcocinado
Malcocinado è un comune spagnolo di 539 abitanti situato nella comunità autonoma dell'Estremadura.